# 拉斐德侯爵 (电影)
《拉斐德侯爵》（法語：La Fayette）是一部法意合拍的传记片，由让·德勒维尔执导，Pascale Audret、Jack Hawkins等人领衔主演。影片讲述了拉斐德侯爵吉尔贝·迪莫捷的一生，尤其是他在美国独立战争中所发挥的作用。